# Franz Grell
Franz Grell (* 17. März 1882 in Schleswig; † 28. April 1959 ebenda) war ein deutscher Drogist, Autor und Politiker.

## Leben

### Familie
Franz Grell war der Sohn eines Schleswiger Schneidermeisters; sein Bruder war der Drogist Ferdinand Grell († 1931).

### Berufliches Wirken
Franz Grell absolvierte eine Lehre in einer Schleswiger Drogerie und beendete diese mit Auszeichnung an der Drogisten-Akademie in Braunschweig.
Er sammelte erste berufliche Erfahrungen in Magdeburg, Kiel und Wiesbaden; nach seiner Rückkehr nach Schleswig eröffnete er eine eigene Drogerie; in seiner Serie Denk an die Gesundheit, gab er den Lesern der Schleswiger Nachrichten Gesundheitstipps.

### Politisches Wirken
1910 wandte Franz Grell sich der Friedensbewegung zu und 1918/1919 schloss er sich dem Arbeiter- und Soldatenrat an, der seine Hauptaufgabe darin sah, praktische Fragen wie die Verteilung der knappen Lebensmittel zu regeln sei.
1920 trat er, gemeinsam mit anderen entschlossenen Schleswigern, den Putschisten des umstürzlerischen Kapp entgegen.
Seine parteipolitische Heimat war die linksliberal orientierte Deutsche Demokratische Partei und er blieb, auch nach der Machtergreifung durch die Nationalsozialisten 1933, bei seiner demokratischen Grundüberzeugung.
Nach 1945 reaktivierte er die Deutsche Friedensgesellschaft (DFG) und übernahm deren Bezirksvorsitz; er vertrat gegenüber dem DFG-Vorsitzenden Paul von Schoenaich eine Gegenposition, indem er sagte, Westdeutschland sei der letzte Deich, der die Überflutung Europas durch den Bolschewismus verhindern könne. Er sprach sich gegen eine Neutralisierung Deutschlands und gegen die „Ohne mich“-Stimmung aus, da dies der Roten Armee helfe. Er meinte, nur eine starke Rüstung könne das Vordringen des Bolschewismus verhindern.
Als einer der Mitbegründer der CDU in Schleswig und als Kreisvorsitzender der Partei gehörte er mehrere Jahre dem Kreistag und der Ratsversammlung an; hierbei folgte er seiner eigenen demokratischen Linie und ließ sich auch in Streitfragen nicht vom Landesinnenminister Wilhelm Käber davon abbringen.

### Gesellschaftliches Wirken
1923 gründete Franz Grell zusammen mit seinem Bruder Ferdinand und Hans Flatterich, Lokalredakteur der sozialdemokratischen Schleswig-Holsteinischen Volkszeitung, die Volksbühne, um alle Volksschichten zum künstlerischen Genießen und zu Trägern des Kunstlebens zu machen; dieser Theaterbesuchsverband trug wesentlich zur Gründung des Nordmark-Landestheaters bei. Franz Grell erhielt Sitz und Stimme im Zweckverbandsausschuss und war damit direkt beteiligt an der Weiterentwicklung der Bühne.
Er war Vorsitzender des Freien Kulturbundes.
Er war auch Mitbegründer des Schlei-Segelclubs.

### Schriftstellerisches Wirken
Franz Grell betätigte sich als Journalist und Reiseberichterstatter; er war ständiger Korrespondent des Deutschen Theaterdienstes Berlin und als Mitarbeiter der Monatsschrift Bühne und Volk tätig.
Er schrieb mehrere plattdeutsche Komödien und Hörspiele und feierte mit seinen Lustspielen große Publikumserfolge an der Niederdeutschen Bühne (NDB). Viele Jahre agierte er als NDB-Vorstandschef und Tag und Tru-Vörsitter.

## Ehrungen aus Auszeichnungen
- Der Verband Deutscher Drogisten ernannte Franz Grell zum Ehrenmitglied.
- Er wurde von der CDU zum Ehrenmitglied ernannt.
- 1957 überreichte ihm  Ministerpräsident Kai-Uwe von Hassel das Bundesverdienstkreuz am Bande.

## Theateraufführungen (Auswahl)
- 1954: Luder Masken, niederdeutsche Komödie, Uraufführung am 8. November.
- 1958: Wat dat Öl nich deit, niederdeutsche Komödie, Uraufführung am 5. Februar.

## Hörspiele (Auswahl)
- 1952: Pott un Pann – Regie: Nicht bekannt (Mundart-Hörspiel – NWDR Hamburg)
  - Sprecher: Hans Mahler, Magda Bäumken, Heidi Kabel, Heinz Piper, Walter Scherau, Otto Lüthje, Erna Raupach-Petersen, Günther Siegmund, Heinz Roggenkamp u. a.